# Bâra, Mureș
Bâra (în maghiară Berekeresztúr) este un sat în comuna Bereni din județul Mureș, Transilvania, România.

## Istoric
Pe Harta Iosefină a Transilvaniei din 1769-1773 (Sectio 144), localitatea a apărut sub numele de „Bere Keresztur”. 

## Monumente istorice
- Biserica reformată din Bâra

## Imagini

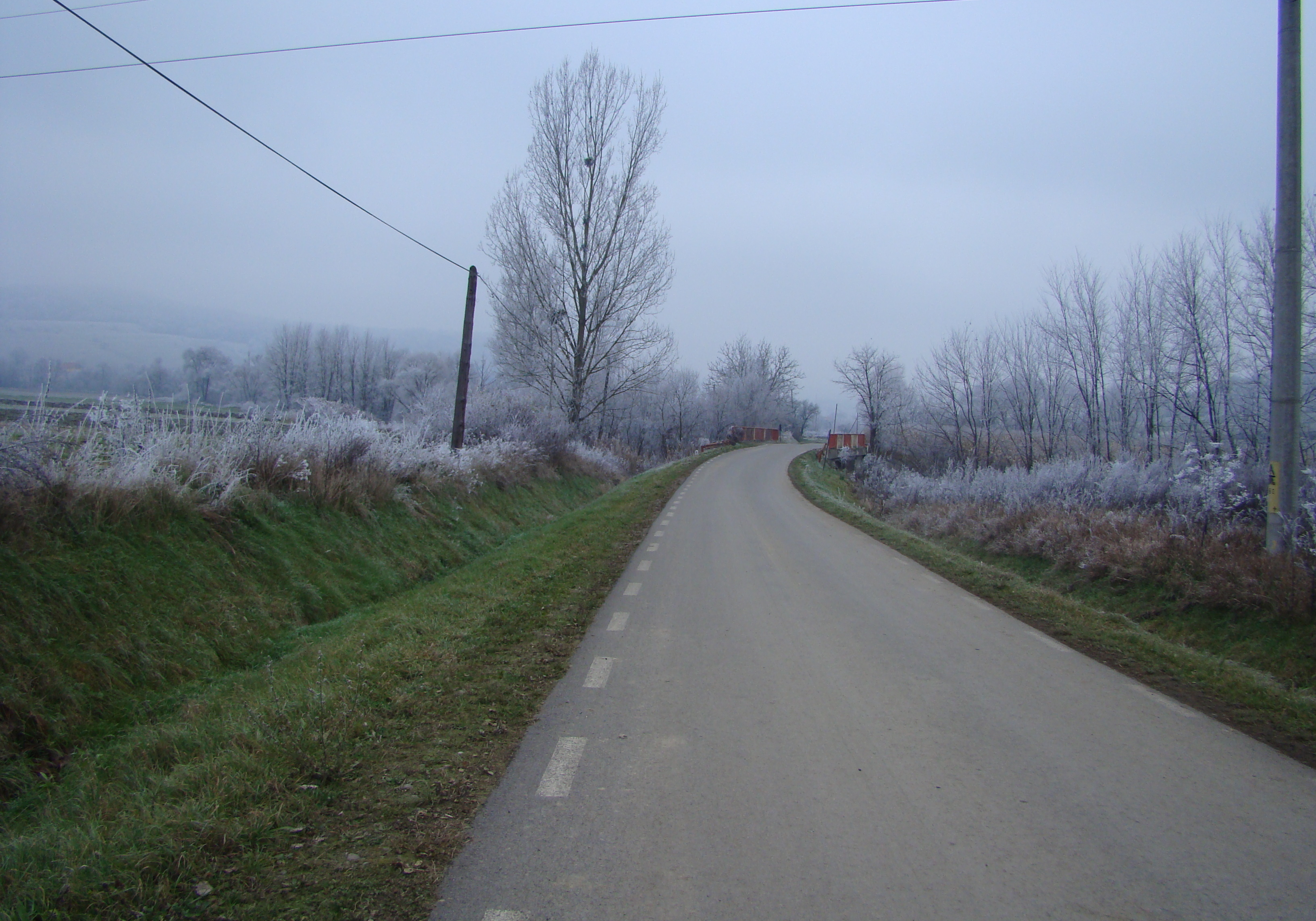
Drumul Bereni-Bâra
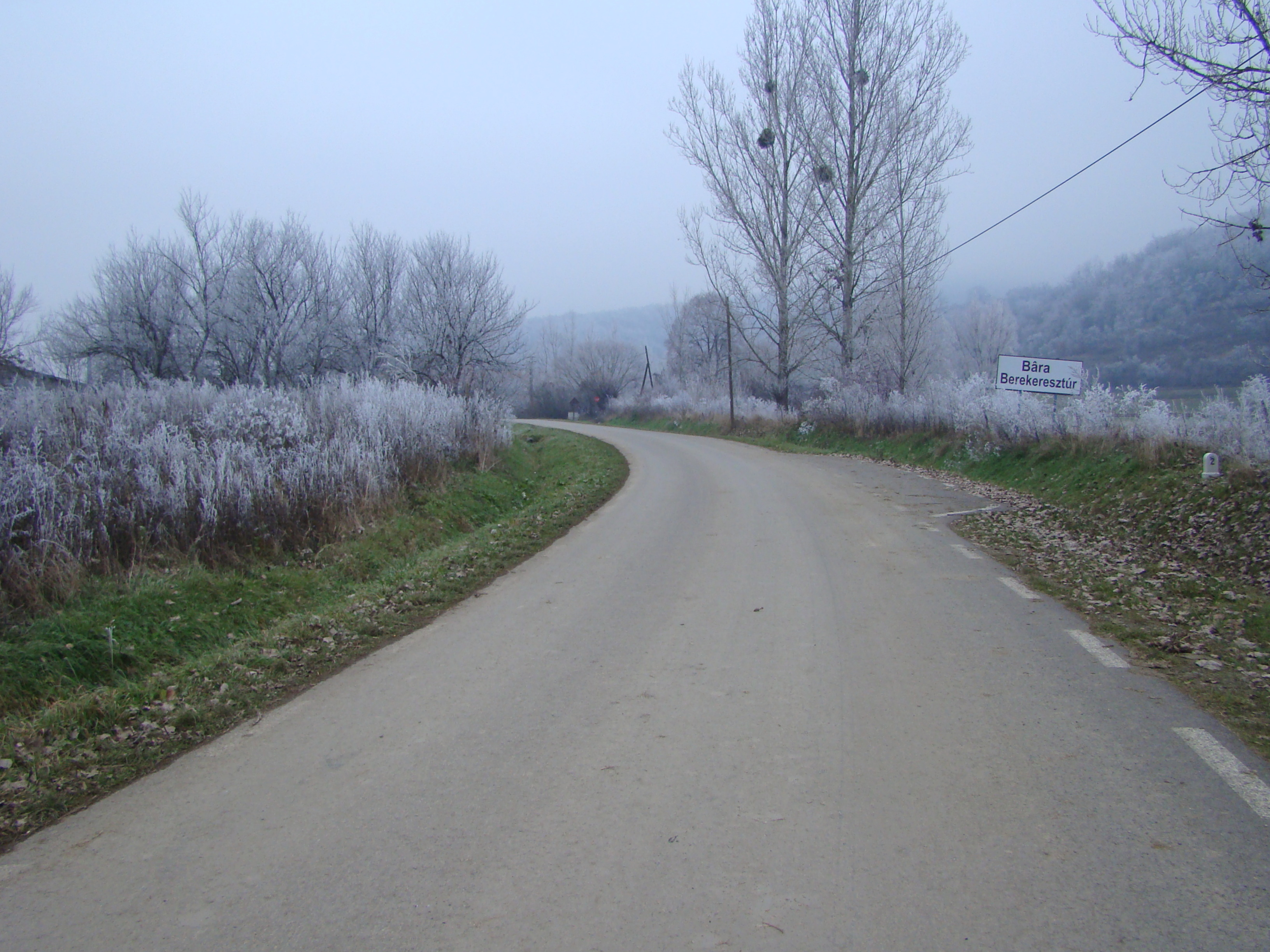
Intrarea în localitate
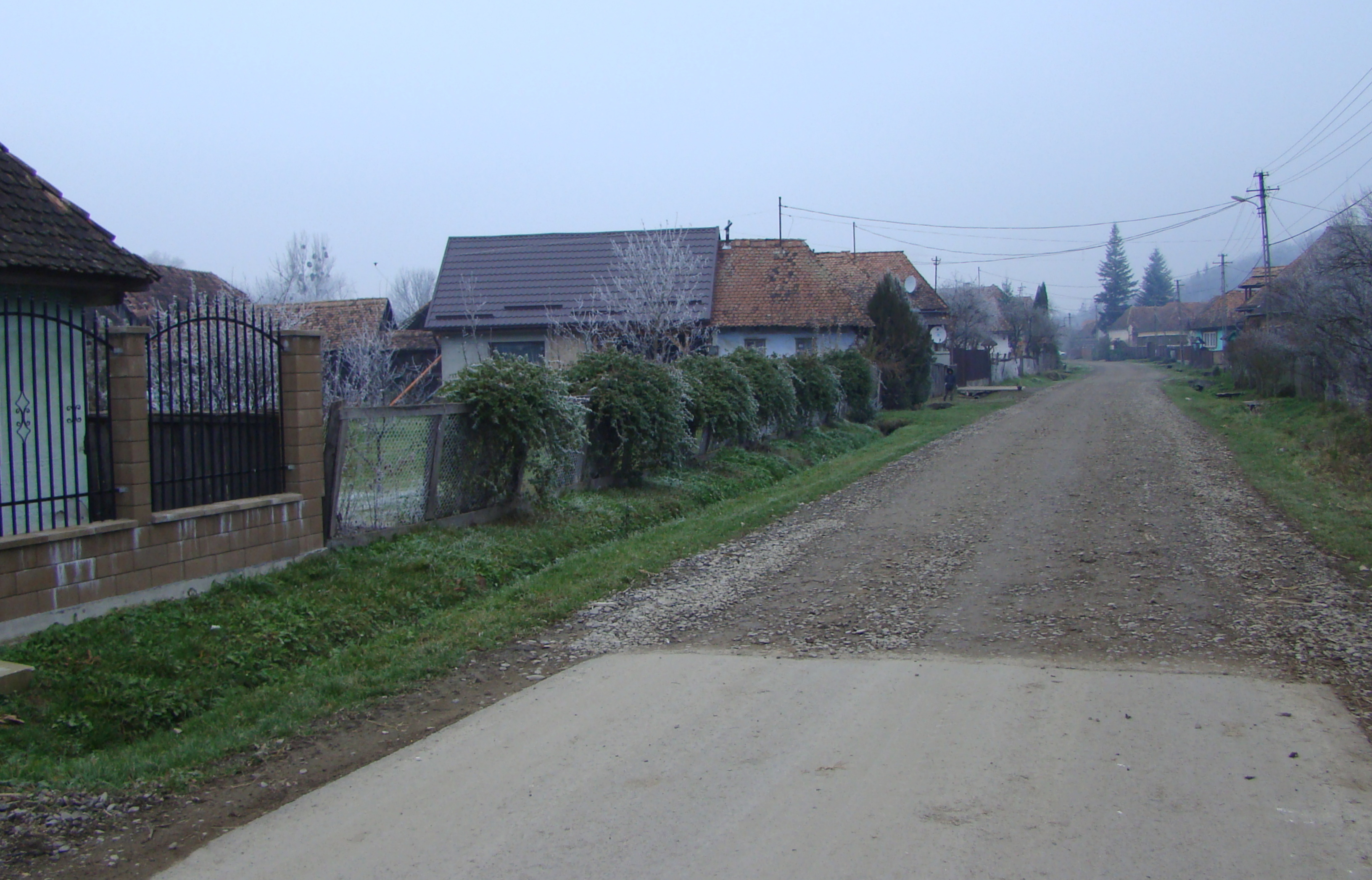
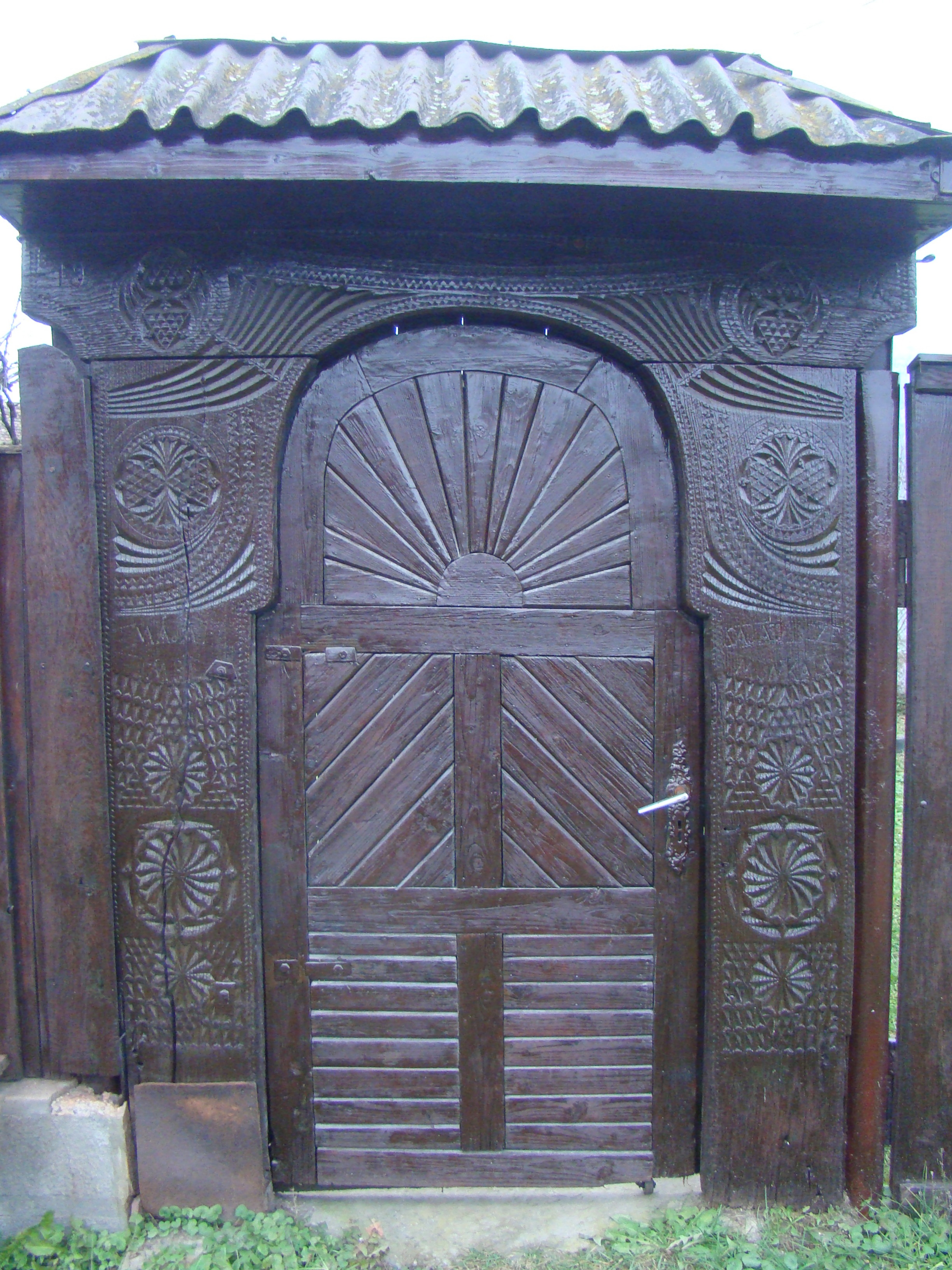
Poartă secuiască de lemn
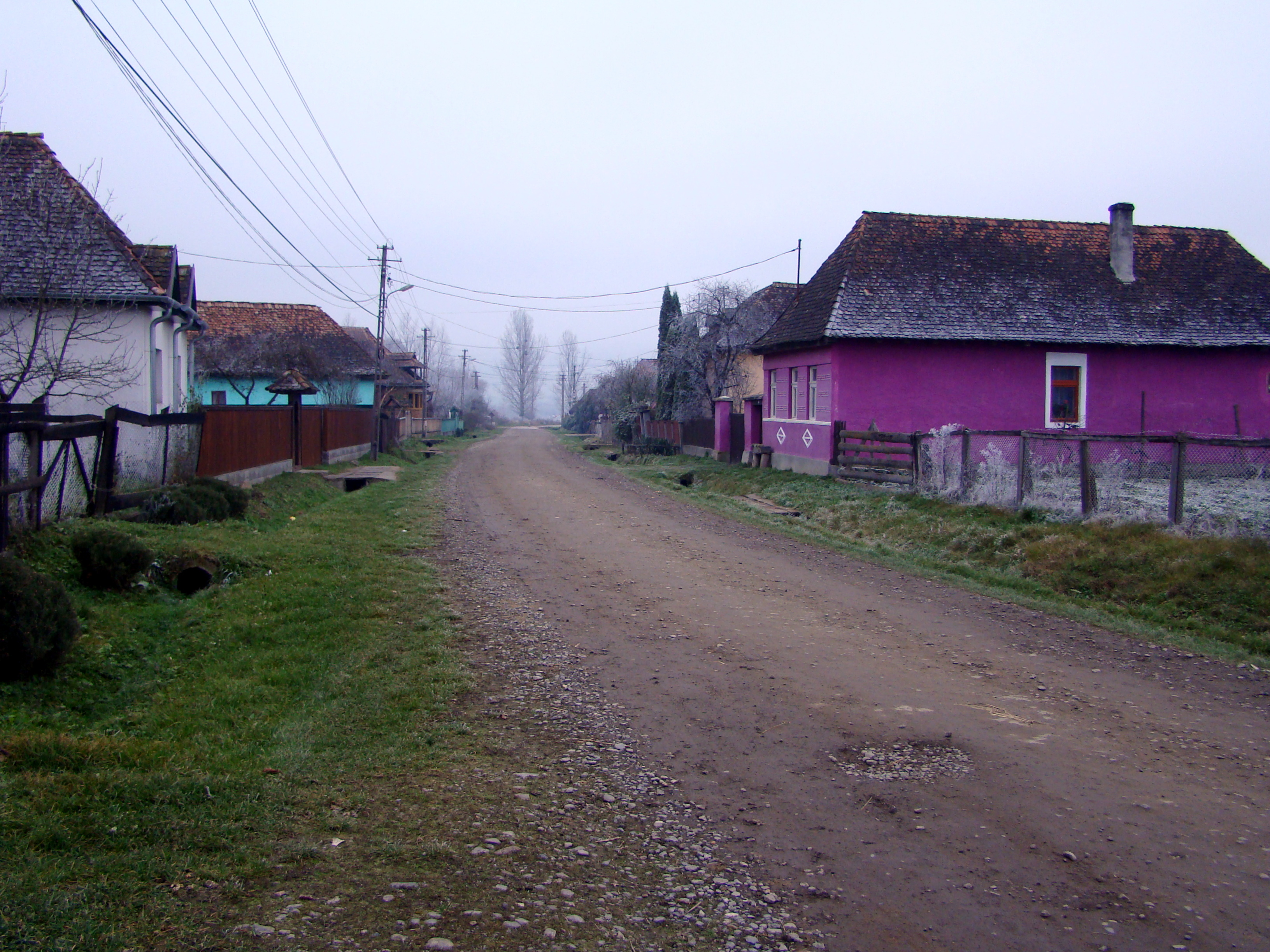
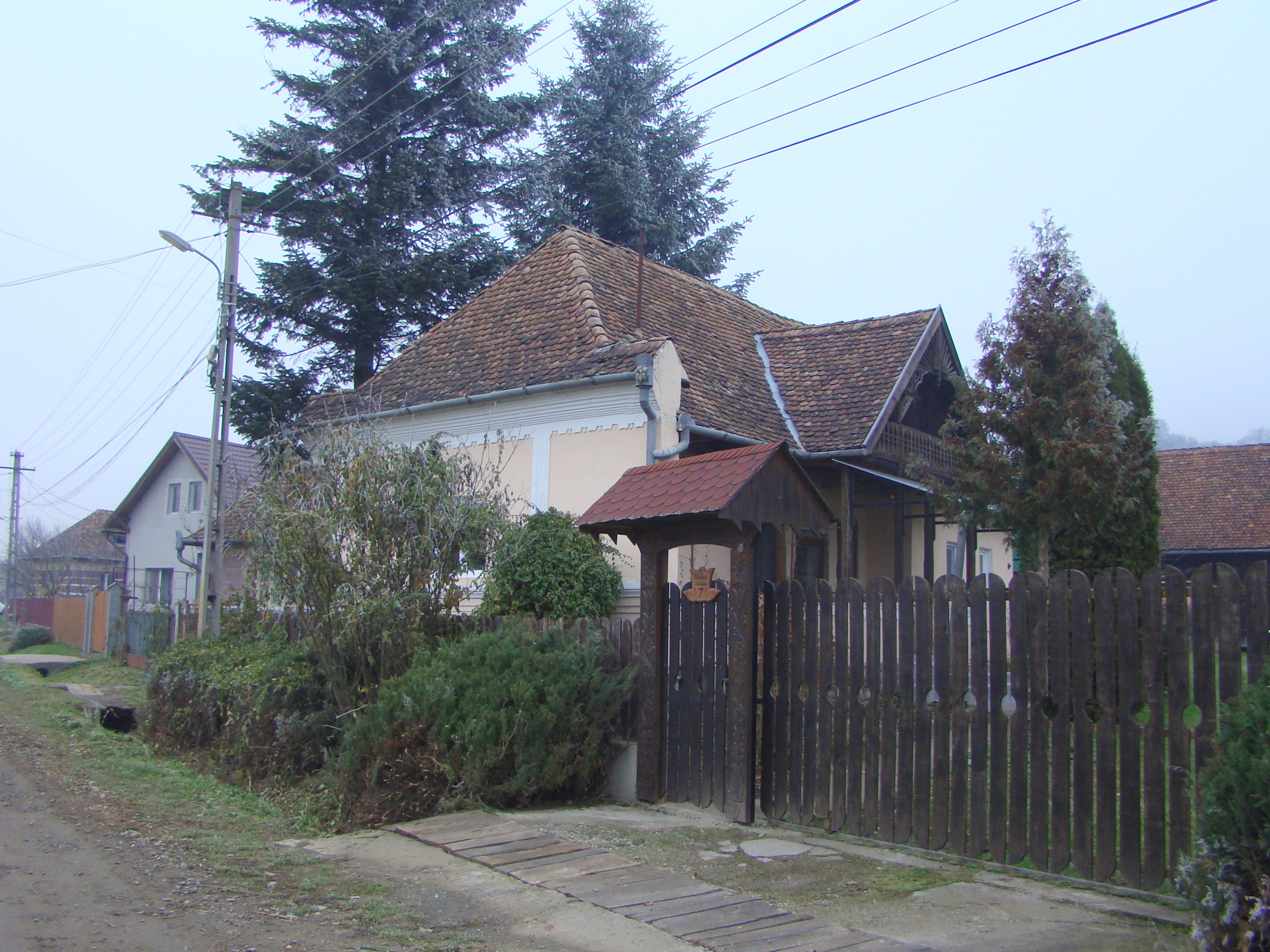
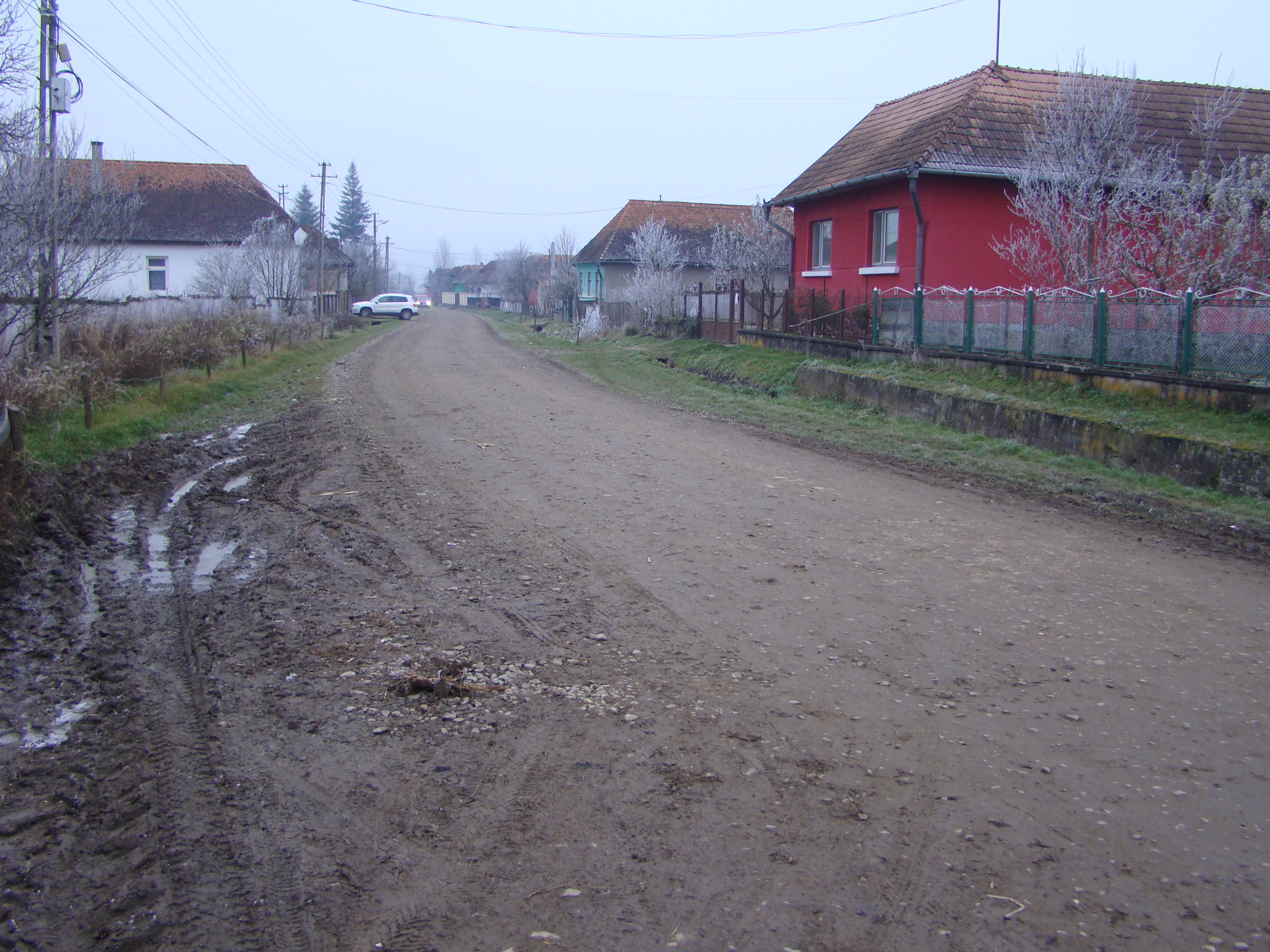
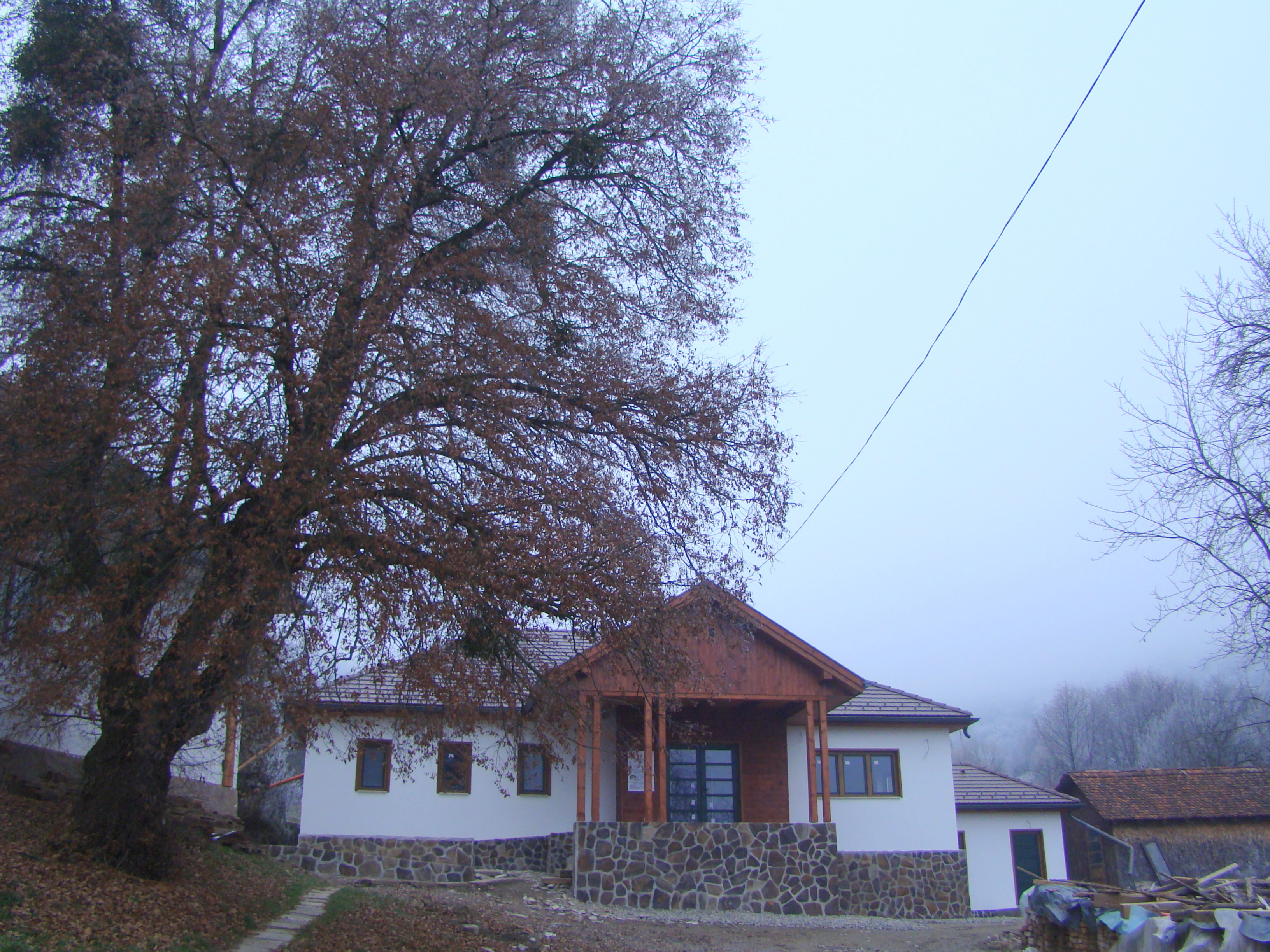
Școala veche
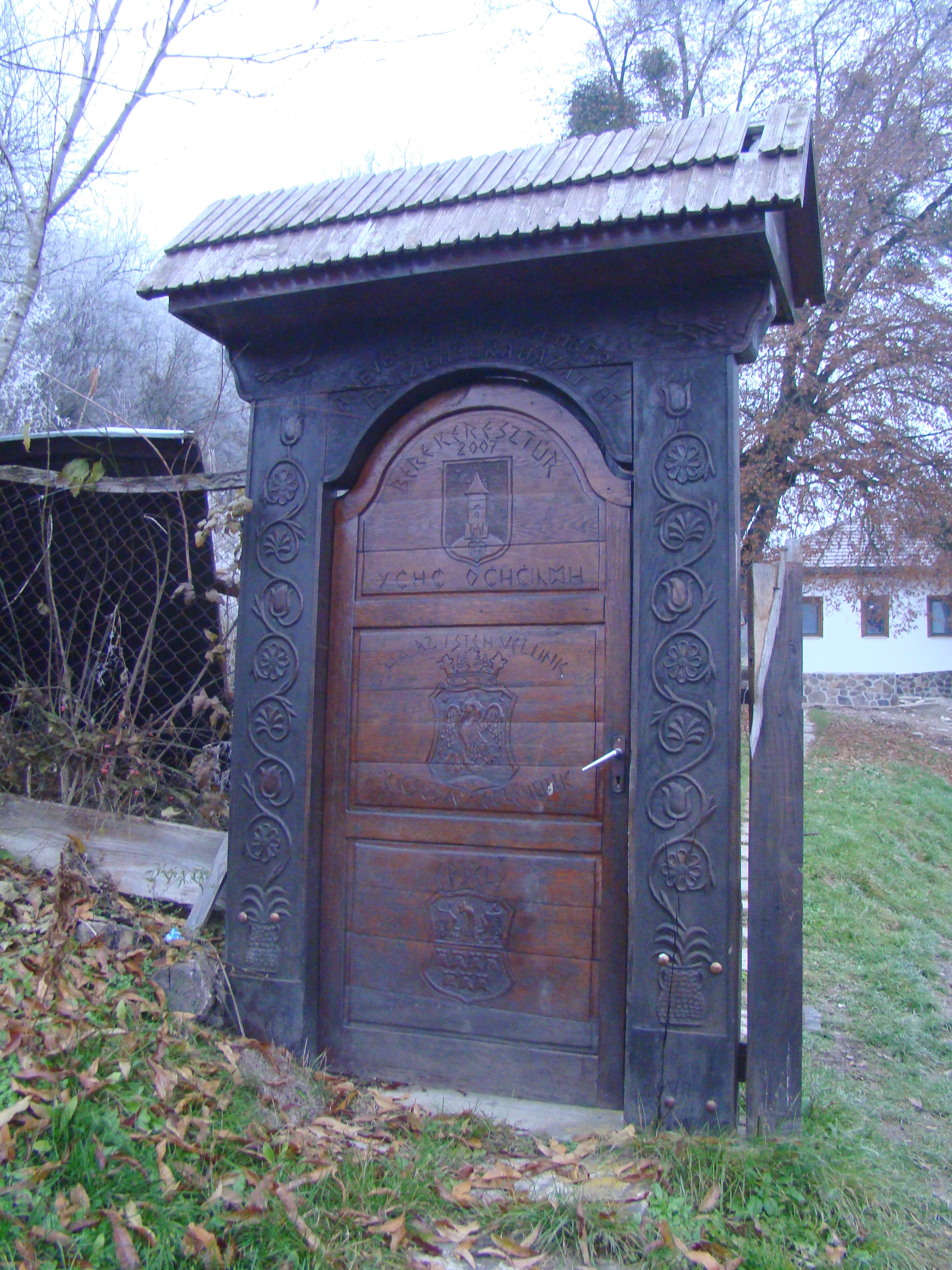
Poarta de lemn a bisericii reformate
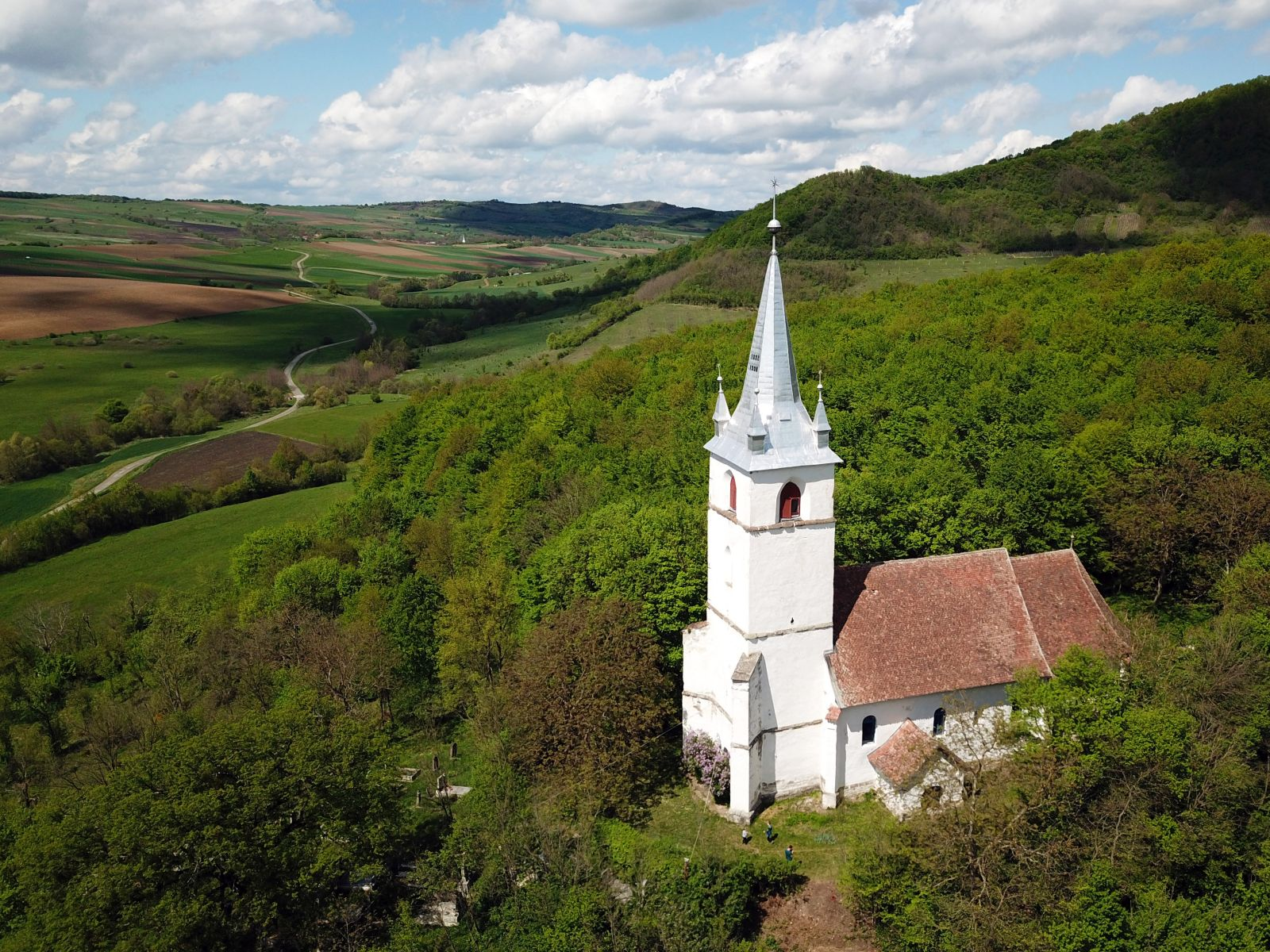
Biserica reformată din Bâra (monument istoric)
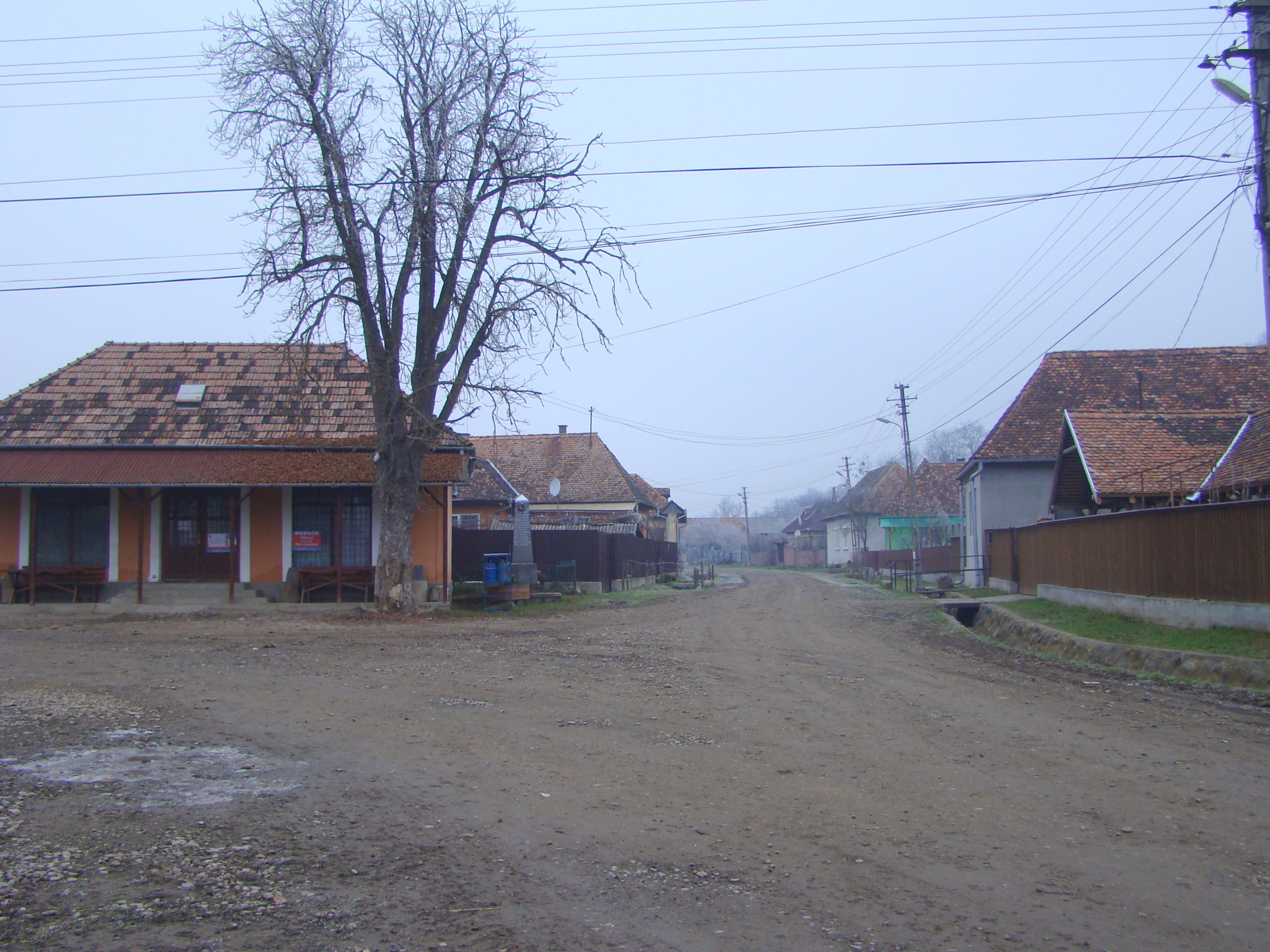
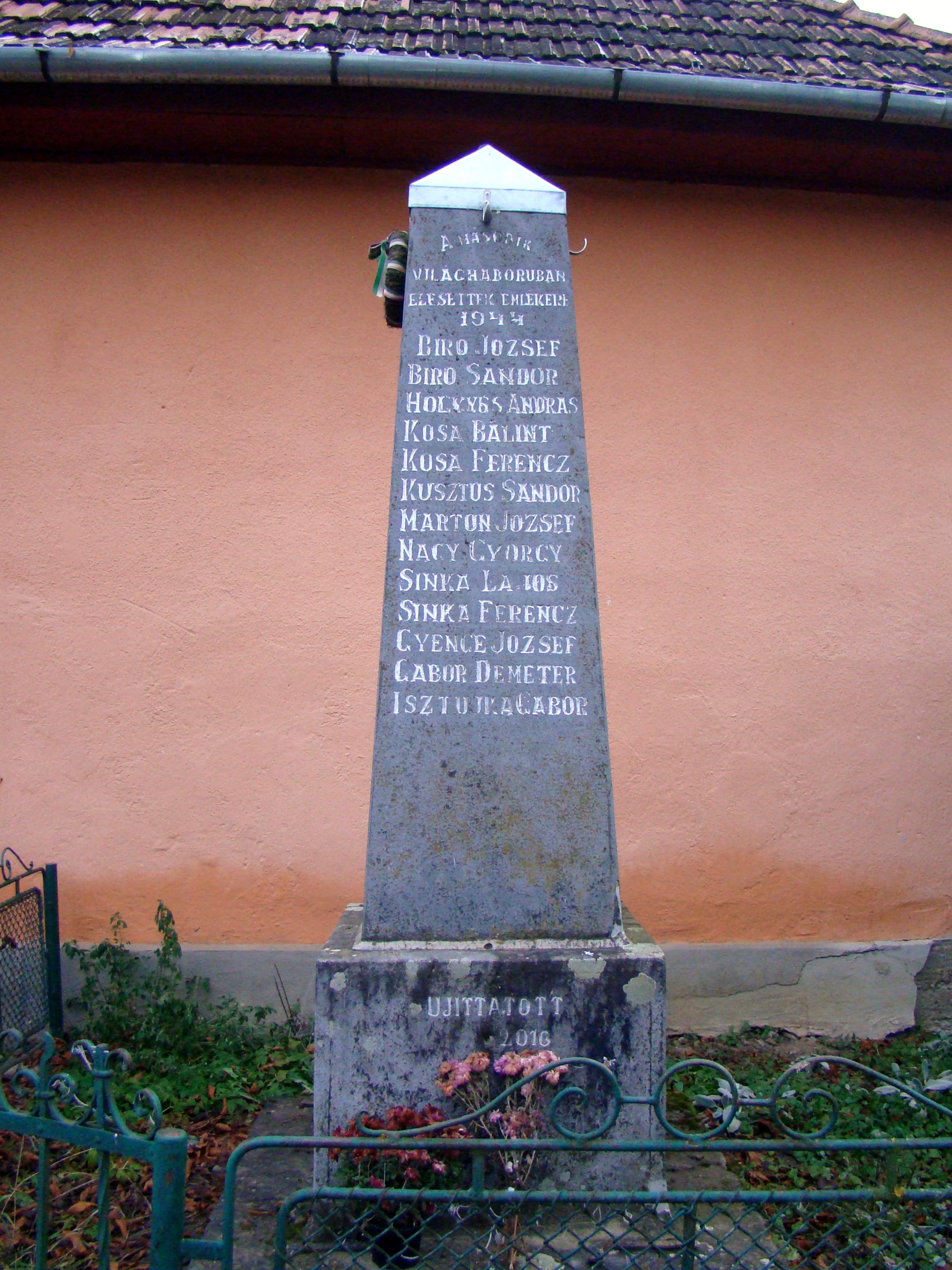
Monumentul eroilor
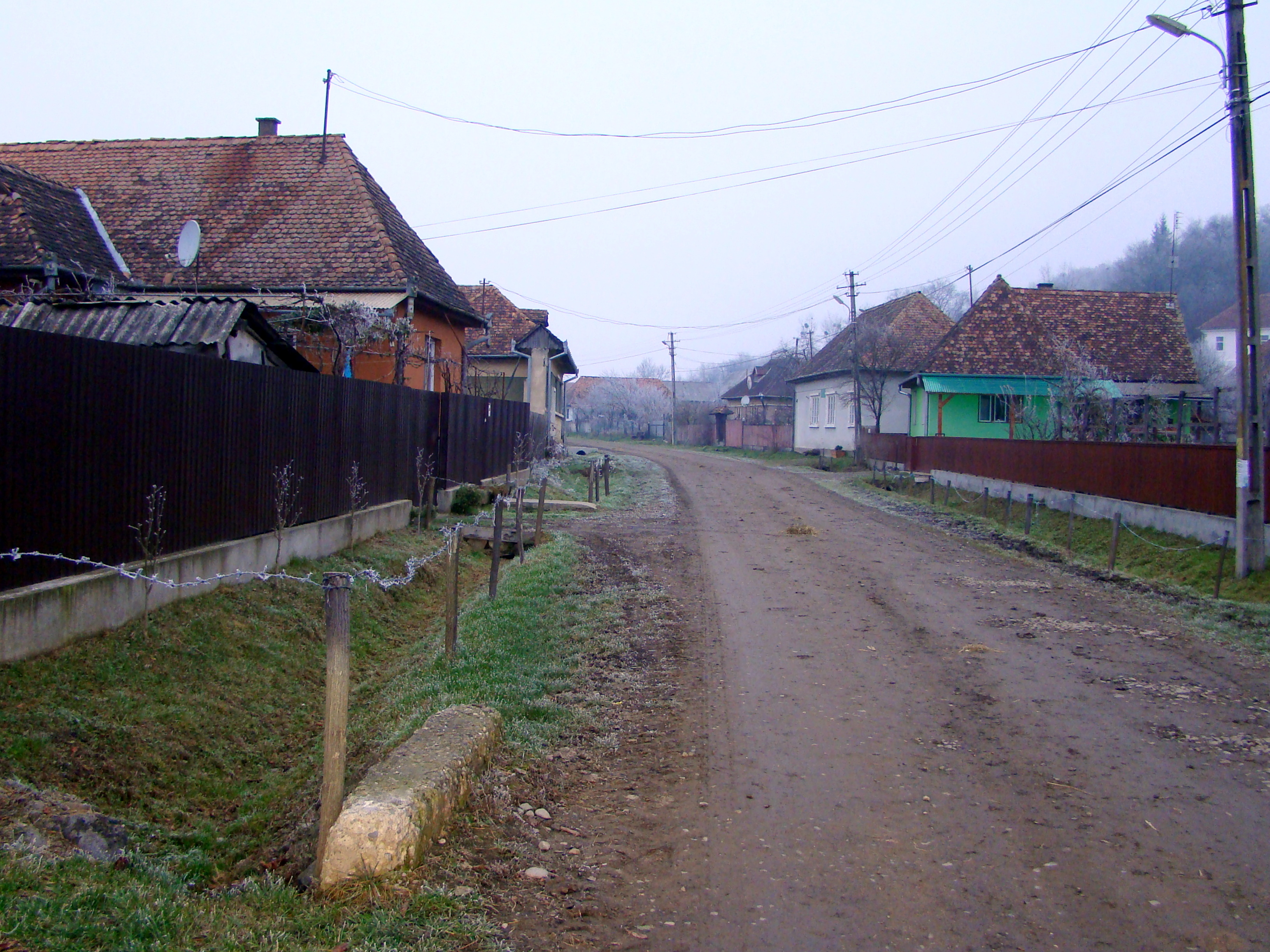
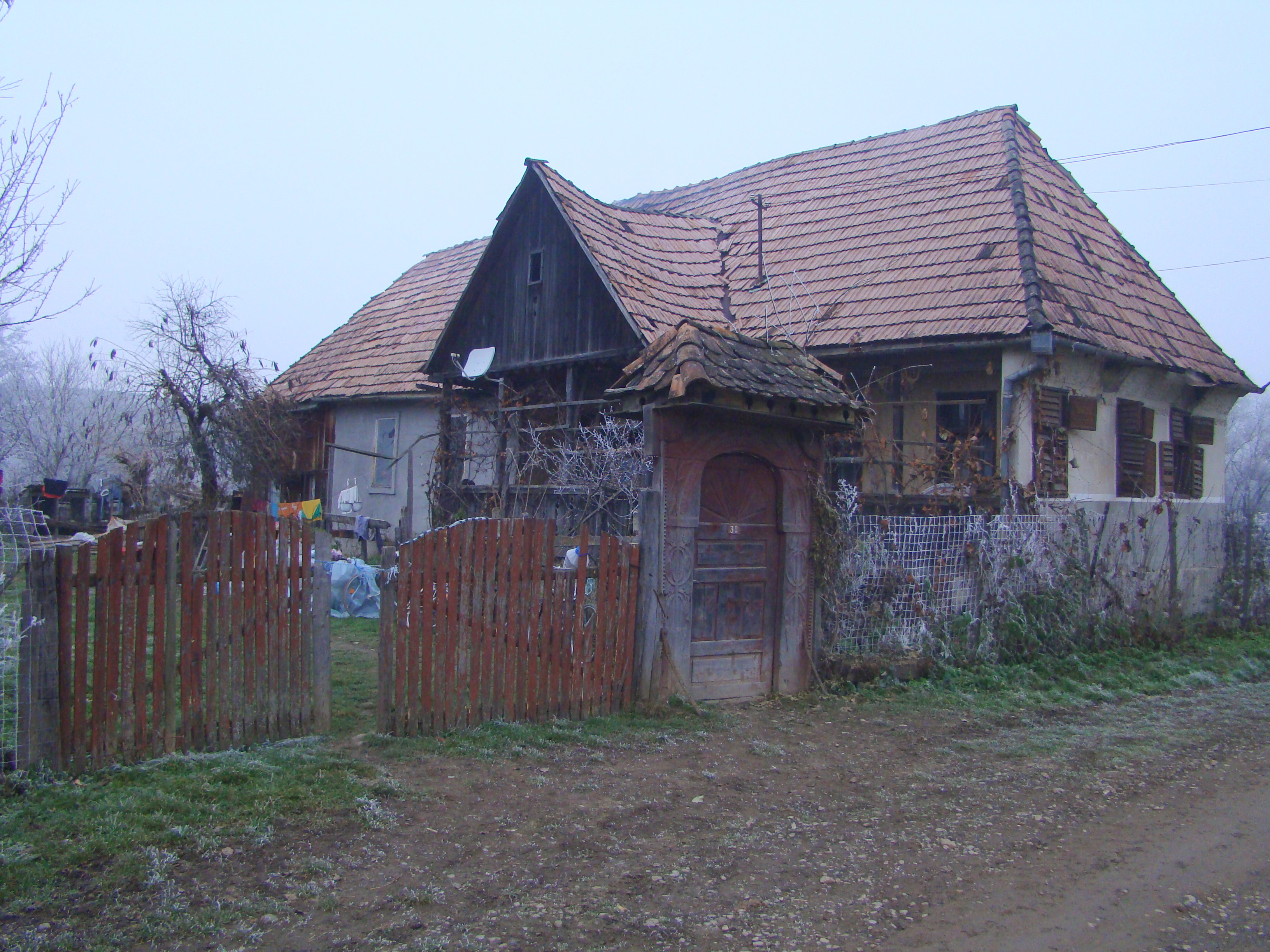
Casă veche de lemn
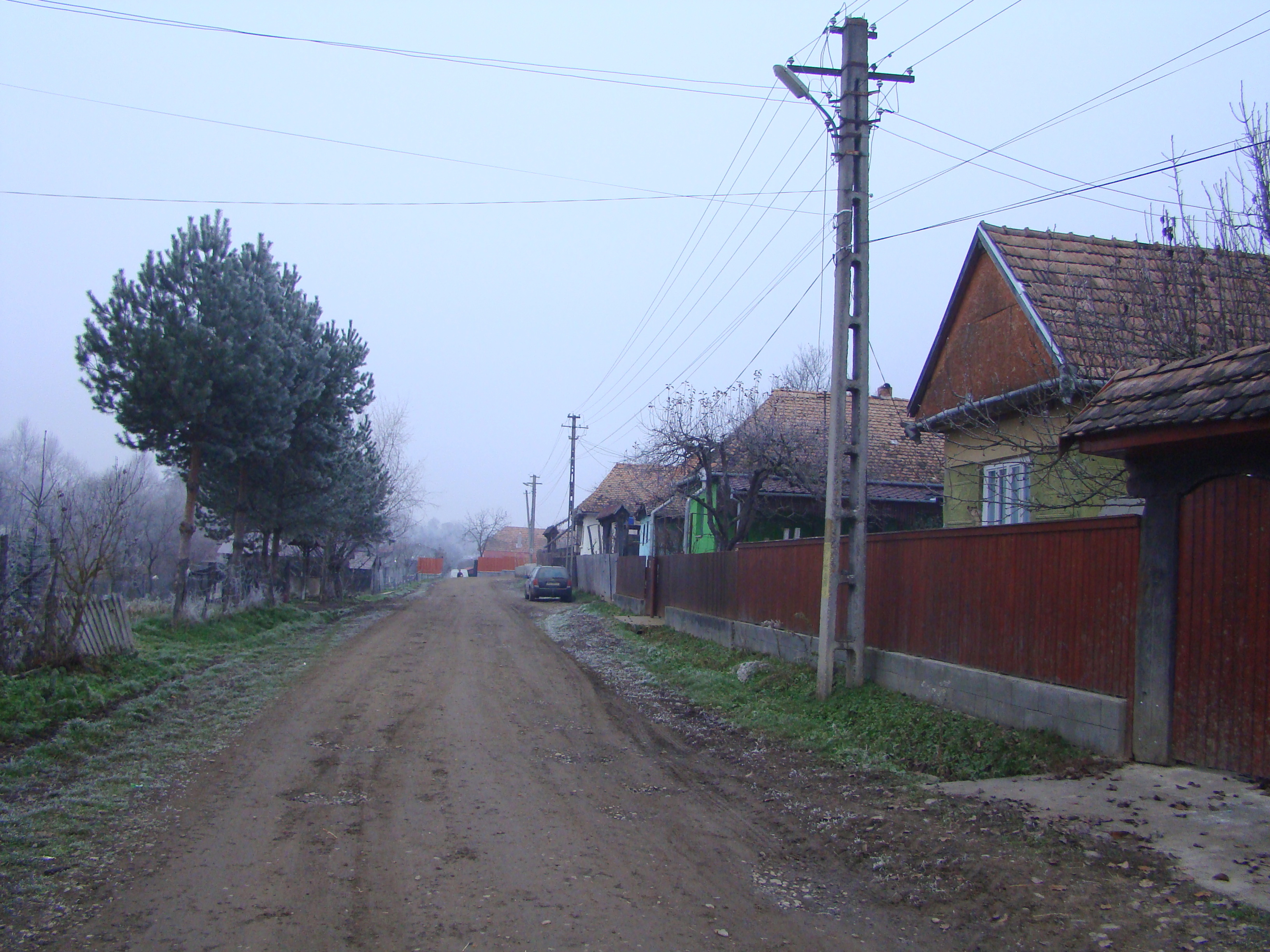